# فهرست اسناد مکمل قاجاریه
فهرست اسناد مکمل قاجاریه کتابی با تهیه و تنظیم محمد حسن کاووسی عراقی است که در سال ۱۳۸۵ منتشر و در مراسم کتاب سال جمهوری اسلامی ایران به‌عنوان کتاب برگزیده معرفی شد.